# Candaules, rey de Lidia, muestra a su mujer escondiendo a Giges, uno de sus ministros, mientras se va a la cama
Candaules, rey de Lidia, muestra a su mujer escondiendo a Giges, uno de sus ministros, mientras se va a la cama, en ocasiones anteriormente conocido como La imprudencia de Candaules, es una pintura al óleo sobre tela de 44 cm por 55.9 cm del artista inglés William Etty, exhibida por primera vez en 1830. Muestra una escena de las Historias de Heródoto, en la que Candaules, rey de Lidia, invita a su guardaespaldas Giges a esconderse en el dormitorio de la pareja y a mirar a su mujer Nisia desnuda para demostrarle su belleza. Nisia ve a Giges espiarlo y le desafía a aceptar su propia ejecución o matar a Candaules como castigo. Giges escoge matar a Candaules y tomar su sitio cuando era rey. La obra muestra el momento en el que Nisia, todavía inconsciente de que la está mirando alguien que no fuera su marido, saca lo que le queda de su ropa.
Etty esperaba que el público tomara en el cuadro la lección moral de que las mujeres no son bienes muebles y que los hombres que infringían en sus derechos tienen que recibir un castigo ejemplar, pero se esfuerza poco en explicarlo. La pintura fue inmediatamente polémica, y se percibió como una combinación cínica de una imagen pornográfica y una narrativa violenta y desagradable, y está condenado como una pieza inmoral del tipo que uno esperaría de un artista extranjero, no uno británico. Fue comprado por Robert Vernon en su exposición y en 1847 era una de un número de las pinturas dadas por Vernon a la nación. El trabajo mantuvo su reputación polémica en años más tardíos y, cuando The Art Journal compró los derechos de reproducción a la colección anterior de Vernon en 1849, no distribuyeron reproducciones de Candaules. En 1929, es transferido junto con varias pinturas a la nuevamente expandida Galería Tate, donde queda a 2018.

## Antecedentes

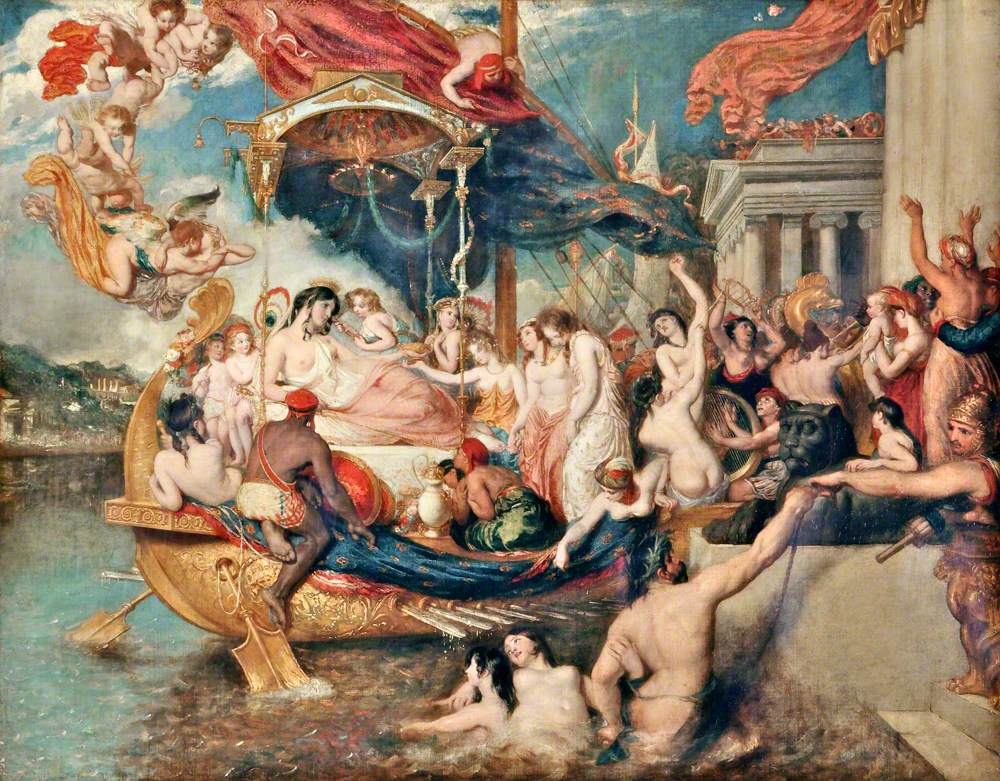
La llegada de Cleopatra en Cilicia marcó la reputación de Etty como un artista, y su éxito le incitó a pintar figuras desnudas más lejanas en escenas históricas.

William Etty (1787–1849), el séptimo hijo de un panadero de York y molinero, originalmente había sido un pequeño aprendiz de Hull, pero, al completar su aprendizaje de siete años a los 18 años, se mudó a Londres para convertirse en artista. Fuertemente influido por los trabajos de Titian y Rubens, entregó un número de pinturas a la Real Academia de Artes y la Institución británica, de las cuales todas se habían rechazado francamente o le habían prestado poca atención al exhibirse. En 1821, logró un reconocimiento finalmente cuando la Real Academia aceptó y exhibió uno de sus trabajos: La llegada de Cleopatra en Cilicia (también conocido como El triunfo de Cleopatra). Esta obra tenía una muy buena recepción y muchos de los artistas amigos de Etty la admiraban mucho. Fue elegido Académico Real ya en 1828, superando a John Constable en el cargo.
Siguiendo el éxito de Cleopatra, durante la década próxima Etty intentó replicar su éxito pintando figuras desnudas en cuadros bíblicos, literarios y mitológicos. Entre 1820 y 1829, Etty exhibió 15 pinturas, de las cuales 14 describían a figuras desnudas. Mientras existían algunas pinturas de desnudos de artistas extranjeras en colecciones privadas, Inglaterra no tenía ninguna tradición de pinturas desnudas, y se había suprimido la exhibición y distribución al público de este tipo de materiales con la Proclamación para el Desaliento del Vicio de 1787. Etty fue el primer artista británico en especializarse en estudios de desnudos, y a pesar de que sus retratos de desnudos masculinos tenían generalmente buena recepción, muchos críticos tachaban de indecentes sus reiteradas representaciones de desnudos masculinos.

## Asunto

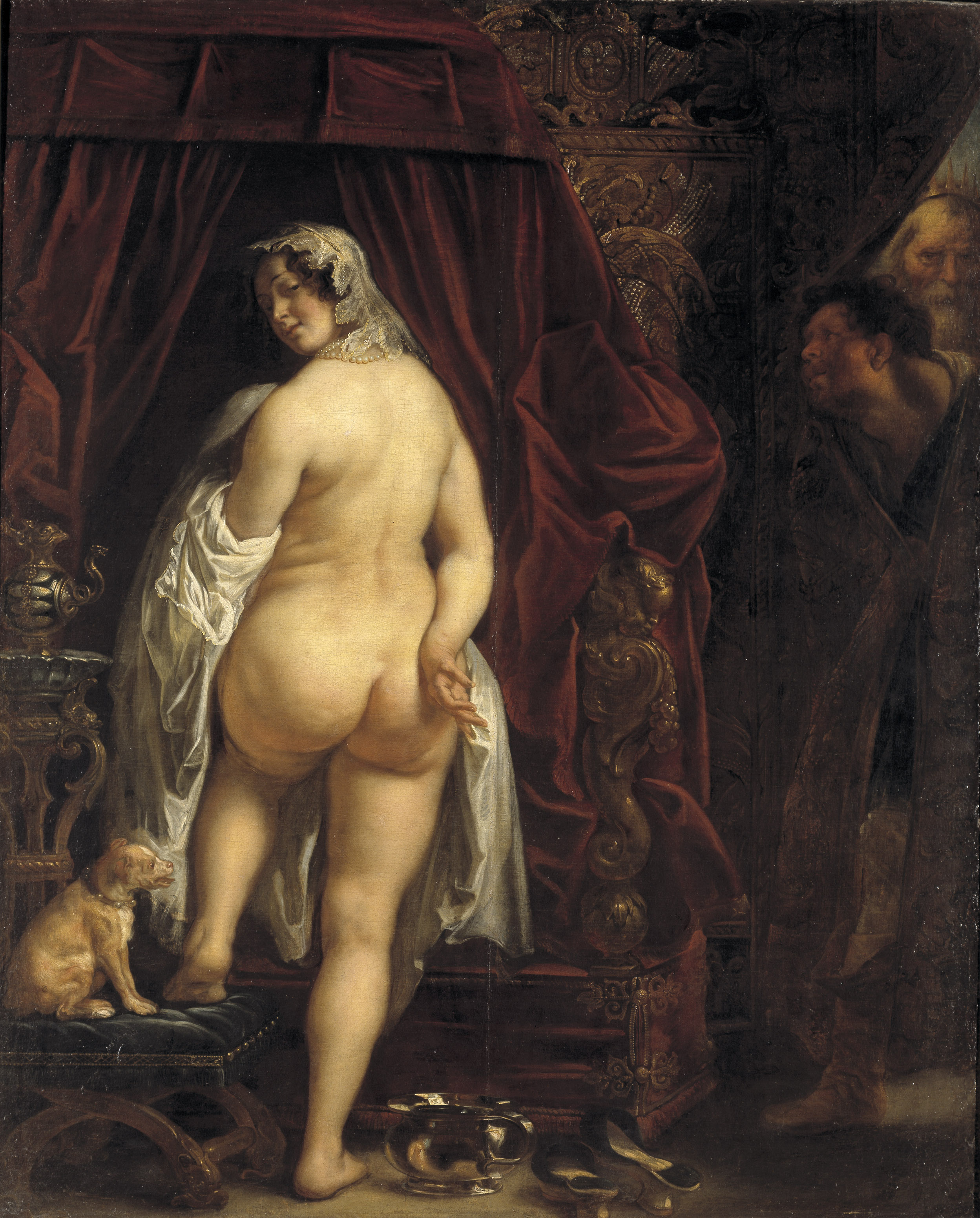
El tema de Candaules, Nisia y Giges anteriormente había sido pintado por Jacob Jordaens en 1646. Tanto Jordaens como Etty compararon la carne pálida de Nisia con la pañería roja oscura, y mostró la suya en una pose similar. El cuadro de Jordaens se ha colgado en Suecia desde el siglo, y es probable que Etty no lo sepa.

Candaules describe una escena del primer libro de las Historias de Heródoto. Candaules, gobernante del reino antiguo de Lidia, creyó que su mujer Nisia era la más bonita del mundo. Habló de la belleza de su mujer con su guardaespaldas favorito Giges, pero sentía que este mintió al decir que estaba de acuerdo sobre su belleza. Candaules arregló, sobre las protestas de Giges, para que se esconda detrás de su puerta de dormitorio y en secreto mirar a Nisia desnudándose sin su conocimiento. A pesar de que era infeliz en ser forzado para participar, Giges se escondió a regañadientes detrás de la puerta y vio que Nisia se desnudó. Nisia observó a Giges al resbalarse fuera de la habitación después, pero se quedó silencioso.
Al día siguiente, Nisia convocó a Giges y lo condenó a su ruptura de hecho de encargo en espiar en su en cueros. A Giges le dieron la elección de matar a Candaules por su instigación de la parcela, o de aceptar voluntariamente su ejecución propia; eligió a regañadientes salvar su vida propia por asesinar a su maestro. La noche próxima, Giges escondió detrás de la misma puerta de la que había mirado a Nisia en cueros, y acuchilló a Candaules mientras dormía, tomando a Nisia como su mujer propia y declarándola rey de Lidia. El oráculo de Delfos confirmó a Giges como rey, cuando el primero de la dinastía de Mermnad y reinó durante 38 años.

## Composición
El cuadro muestra el momento en el que Giges, escondiéndose detrás de la puerta, primero echa un vistazo al cuerpo desnudo de Nisia. Candaules yace desnudo en cama, mientras que Nisia se desnuda mientras se prepara para unirle y Giges va de puntillas alrededor de la puerta para echarle un vistazo. Nisia toma un trozo de tela, el cual forma una línea vertical que corta del cuerpo de Candaules en la parte superior de sus piernas, invocando un tema de emasculación en las manos de una mujer potente. Al colocar las figuras de tal manera que ninguna esté mirando fuera del cuadro, y el espectador está directamente detrás de Nisia, Etty pretendía que el espectador sienta el mismo sentido de voyerismo e intrusión que Giges y lo obligó a espiar a la mujer desnuda de su maestro en contra su voluntad y sin su conocimiento. El arreglo abarrotado de pañería y las características arquitectónicas exageran intencionadamente la naturaleza claustrofóbica e implícitamente violenta de la escena.
Durante su carrera, Etty asistía habitualmente a la clase de dibujo al natural de la Real Academia. Nisia está en una actitud en la que Etty había dibujado muchas veces, la de una mujer con la rodilla sobre un pedestal levantado y un brazo levantado sosteniendo una cuerda de colgar (durante su carrera, Etty tenía problemas al pintar brazos y generalmente mostraba sus asuntos poniéndose los brazos fuera de su cuerpo para exponer lo más posible su torso). Es posible que Etty intencionadamente haya escogido el tema oscuro de la pintura como pretexto para pintar una mujer en esta pose. El cuadro está pintado con un énfasis sobre el color y la textura; como en muchos trabajos de Etty, la figura de la mujer está pintada con más detalle que el resto de la tela y es probable que Etty haya pintado a Nisia directamente de un modelo de vida, completando el resto de la composición más tarde en un estudio.
El cuadro fue completado y exhibido en la Real Academia en 1830. Etty sentía que la lección moral de la historia era que las mujeres no eran los bienes muebles de los hombres, y que si los hombres —incluso sus mujeres— violaran los derechos de una mujer estaría dentro de sus derechos de castigarles. Aun así, hizo poco esfuerzo para explicar lo que era, en ese momento, una opinión poco convencional, y en cambio permitió que los espectadores formaran su propio juicio de la obra. Así, inusualmente para una pintura de la época, Candaules parece ser muy ambiguo desde lo moral, invitando al espectador a simpatizar con el sexualmente inmoral Candaules, el asesino Nisia o el voyerista Giges.

## Recepción

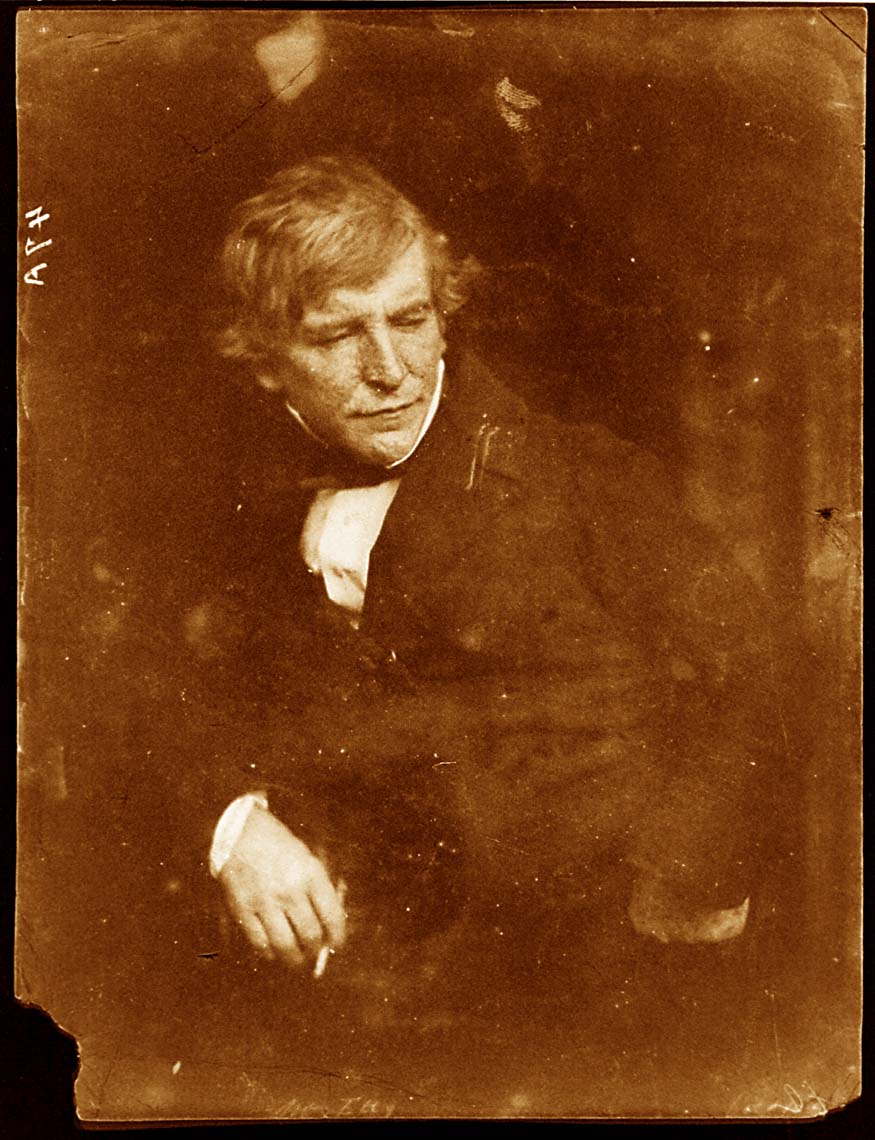
William Etty, 1844

Desde su lanzamiento, la prensa condenó la obra como una combinación cínica de un cuadro pornográfico y una narrativa violenta y desagradable, y había consenso casi unánime de que el era inapropiado para su exposición pública. The Literary Gazette tachó la obra de «contraria a la decencia y el buen gusto» y Etty de tendente al tipo de «sensualidad degradante» que se esperaría de un extranjero, no la «escuela» británica más pura de pintura. El revisor también criticó el tema de la pintura, diciendo que «si se trata de un estudio académico, la figura central de este grupo podría ser admisible; pero, en relación con la historia escandalosa, merece ser calurosamente reprendido». La Belle Assemblée, una de las revistas femeninas más influyentes de Gran Bretaña, elogió las otras exposiciones de Etty en la Exposición de Verano pero se negó a criticar por completo a Candaules, diciendo que «a nosotros el tema es tan ofensivo que lo pasamos encima». Incluso Alexander Gilchrist, generalmente uno de los seguidores más firmes de Etty, en su biografía de Etty de 1855 describió a Candaules como «casi el caso único entre los trabajos de Etty, de un tema innegable, por no decir objetable», mientras que Sarah Burnage, de la Universidad de York, escribió en 2011 que «es quizás duro de ver la pintura como no más que un intento deliberado del artista de impresionar y escandalizar».

## Legado
A pesar de la hostilidad con la que se conocía a esta obra en su exposición, fue comprado por Robert Vernon, quien había hecho una fortuna suministrando caballos a los militares y utilizaba los procesos para amasar un fondo de arte importante. Vernon presentó su colección a la nación en 1847, a pesar de que, en el caso de Candaules, un cuadro tan polémico de propiedad del gobierno era motivo de vergüenza. En 1929, el cuadro fue transferido a la Galería Tate nuevamente expandida, donde queda en 2018.
La condenación con la que se conocía a esta pintura significó que sigue siendo una pieza polémica. Cuando el Salón Samuel Carter escogía trabajos para ilustrar su nuevamente lanzado The Art Journal, le pareció importante promover los artistas británicos nuevos, incluso si se trata de ilustraciones de las que algunos lectores consideraban pornográficas u ofensivas. En 1849, el salón aseguró los derechos de reproducción a las 157 pinturas que Vernon había entregado pero se negó a distribuir reproducciones de Candaules, a pesar de su disposición de publicar reproducciones de otros desnudos provocativos de Etty como Bañistas sorprendidas por un cisne.

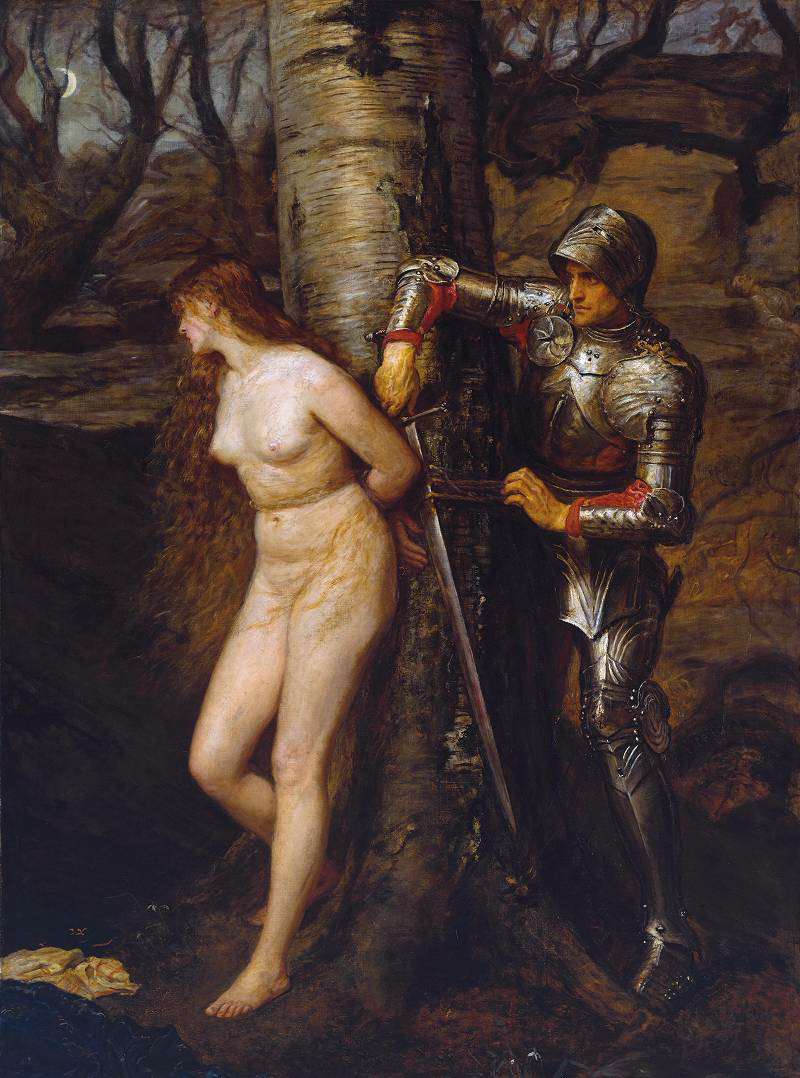
El caballero errante de Millais es uno de los pocos trabajos más tardíos influidos por Candaules.

Poco después de que Candaules fuera exhibido, Etty, regañada por los reiterados ataques de la prensa por su supuesto mal gusto, indecencia y falto de creatividad, decidió producir una obra explícitamente moral. El resultado fue su cuadro El ángel de destruir y los demonios del mal que interrumpe las orgías de los viciosos e intemperantes de 1832, el cual fue visto por muchos como un renuncia a sus obras anteriores, más abiertamente sensuales. Etty se convirtió un pintor prominente de desnudos, pero de 1832 en adelante se esforzó conscientemente en reflejar las lecciones morales. A pesar de que muchos lo siguen considerando pornógrafo, mucho tiempo después de su muerte en 1849; ya en 1882, Vanity Fair pudo comentar que «sé demasiado bien cómo el descortés y su compañera mujer se comportaban delante de cuadros como el bañista de Etty. He visto cómo deambulaban las pandillas de trabajadores y sé que es enfáticamente vergonzoso su interés artístico en los estudios de desnudos».
El interés en Etty disminuyó después de su muerte a medida que los nuevos movimientos, particularmente los prerrafaelistas y el esteticismo, venían a caracterizar el cuadro en Gran Bretaña y, a fines del siglo XIX, el coste de todas sus pinturas había llegado por debajo de sus precios originales. Muy pocos artistas subsiguientes han sido influidos por Etty, y uno de los pocos trabajos más tardíos en los que Candaules puede ser considerado una influencia es El caballero errante, pintado por John Everett Millais en 1870, el cual describía el rescate de una mujer a la que habían desnudado y atado a un árbol. El caballero errante marcó un regreso al estilo desarrollado por Etty en Candaules de obligar al espectador a sentir complicidad en presenciar la degradación sexual de una mujer, y, particularmente en versiones anteriores en las que se veía la cara de la mujer, atrajo una crítica similar.